# コンドロクラディア・リラ
コンドロクラディア・リラ（Chondrocladia lyra）は深海に棲む肉食性の海綿動物の一種。種小名の lyra はハープの意であり、名前通りハープの弦のような多数の枝を持った放射相称の海綿である。
最近になって、タテゴトカイメンという和名がつけられた。

## 調査
本種は2000年に初めてモントレー湾水族館研究所（MBARI）による調査でカリフォルニア沖の水深 3316-3399m から発見され、2012年に報告された。これまでに2000年と2005年の調査で1個体ずつ、計2個体が採集されている。深海探査艇によるビデオ撮影ではさらに多数の個体が確認されている。

## 特徴
体制は放射相称である。体の中心部より放射状に伸びた1-6本の匍匐枝（stolon）を基部とし、ここから垂直枝（vertical branch）が伸びている。枝は末端ほど短くなり、一本の匍匐枝とそれに付随する枝で直角三角形の羽根板（vane）を形成する。垂直枝の末端には terminal ball と呼ばれる球体が付いている。また枝の中程には branch swelling と呼ばれる瘤を持つ枝もある。垂直枝は全体に渡って lateral filament と呼ばれる棘状の構造を備えており、これで小さな甲殻類などを捕食していると考えられている。
コンドロクラディア・リラの大きさの範囲は定かでないが、ホロタイプに指定された個体（羽根板3枚）の羽根板の大きさはそれぞれ 36.9/26.3/26.6cm であった。また垂直枝の数はそれぞれ32、24、17本であった。